# Crash (Gwen Stefani)
Crash è una canzone della cantante statunitense Gwen Stefani. È il sesto ed ultimo singolo ad essere estratto dall'album Love. Angel. Music. Baby. del 2004. La canzone è stata scritta da Gwen Stefani e Tony Kanal, e non fu concepita inizialmente per essere pubblicata come singolo. Il singolo è stato lanciato sul mercato nei periodo in cui la cantante era incinta, quindi non è stato neppure possibile girarne un video.

## Il video
Il video è stato preso da una performance live durante il suo tour, è stato diretto da Sophie Muller.

## Tracce
1. Crash (Album Version) – 4:06
2. Crash (Instrumental) – 4:05
3. Crash (A Cappella) – 4:06
4. Crash (Live) [Video] - 4:17

## Classifiche
| Classifica (2006)                | Posizione più alta |
| -------------------------------- | ------------------ |
| Canada                           | 87                 |
| Messico                          | 99                 |
| Romania                          | 83                 |
| U.S. Billboard Hot 100           | 49                 |
| U.S. Billboard Pop 100           | 28                 |
| U.S. Billboard Rhythmic Top 40   | 38                 |
| U.S. Billboard Top 40 Mainstream | 20                 |